# Носов, Анатолий Львович
Анатолий Львович Носов (12 марта 1942 — 22 июня 2018) — полковник медицинской службы ВС СССР и ВС РФ, начальник Военно-медицинского факультета при Саратовском медицинском институте в 1986—1997 годах; кандидат медицинских наук, доцент. Заслуженный врач Российской Федерации.

## Биография
Окончил среднюю школу в 1960 году и Волгоградский медицинский институт в 1966 году, службу проходил в войсковом звене медицинской службы в Забайкальском военном округе. Учился в 1971—1973 годах на факультете руководящего состава Военно-медицинской академии, окончил его с отличием; далее был начальником медицинской службы дивизии и старшим офицером военно-медицинского отдела Северо-Кавказского военного округа. Позже убыл на должность старшего офицера ГСВГ.
В течение пяти лет службы Носов руководил медицинской службой армии в Прикарпатском военном округе. В 1984 году стал начальником кафедры ОТМС Военно-медицинского факультета при Куйбышевском медицинском институте. В 1986—1997 годах — начальник Военно-медицинского факультета при Саратовском медицинском институте. В состав факультета были включены 360-й клинический госпиталь, 51-я поликлиника и 163-я стоматологическая поликлиника. После увольнения в запас продолжал преподавание на факультете и в Саратовском военно-медицинском институте. Участник боевых действий в Афганистане.
Отмечен рядом наград.

## Научные публикации
- В. Н. Николенко, Н. А. Андрианов, А. Л. Носов, Д. А. Александров, В. А. Башков, В. Р. Горбелик. Историко-педагогические аспекты применения отдельных анатомических законов Н. И. Пирогова в современных проблемах преподавания хирургии и травматологии // Известия высших учебных заведений. Поволжский регион. Медицинские науки. — 2007. — № 2. — С. 105—118.
- В. Ф. Киричук, А. Л. Носов, Н. Г. Коршевер. Исследование подготовки военных врачей. — 2016.